# Blackfield IV
IV – album brytyjskiej grupy Blackfield wydany 26 września 2013 roku przez wytwórnię Kscope. Jest to pierwsza płyta zespołu, na której pojawili się goście. Podczas prac nad materiałem Steven Wilson ograniczył się do roli „pomocnika Awiwa Gefena”.

## Lista utworów
Wszystkie utwory napisał Awiw Gefen.
1. Pills
2. Springtime
3. X-Ray (feat. Vincent Cavanagh)
4. Sense of Insanity
5. Firefly (feat. Brett Anderson)
6. The Only Fool Is Me (feat. Jonathan Donahue)
7. Jupiter
8. Kissed by the Devil
9. Lost Souls
10. Faking
11. After the Rain

## Twórcy
- Awiw Gefen - wokal, gitara akustyczna, gitara elektryczna, melotron, klawisze
- Steven Wilson - gitara elektryczna, gitara akustyczna, wokal wspierający, klawisze
- Seffy Efrati - gitara basowa, wokal wspierający
- Eran Mitelman - klawisze
- Tomer Z - perkusja
- Vincent Cavanagh - wokal w „X-Ray”
- Brett Anderson - wokal w „Firefly”
- Jonathan Donahue - wokal w „The Only Fool Is Me”
- Kid - gitara prowadząca w „Sense of Insanity”